# Henri Marchal
Henri Marchal (Parigi, 24 giugno 1876 – Siem Reap, 10 aprile 1970) è stato un architetto e archeologo francese, sovrintendente di Angkor.

## Biografia
Dopo aver ottenuto il Baccalauréat nel 1895, fu ammesso alla École des Beaux-Arts, sezione Architettura, dove frequentò i corsi condotti da Gaston Redon.
Fu nominato ispettore degli edifici civili della Cambogia nel 1905. Nel 1910 ottenne l'attestato ufficiale di conoscenza della lingua khmer e fu nominato assistente curatore al museo dell'École française d'Extrême-Orient (EFEO) a Phnom Penh. Nel 1912 fu distaccato a Saigon come ispettore degli edifici civili della Cocincina.
A seguito della morte di Jean Commaille (assassinato da banditi in una rapina, mentre trasportava le paghe degli operai), nel 1916 fu inviato ad Angkor dall'EFEO per occuparsi della gestione dell'ufficio chiamato Conservation d'Angkor. Ivi riprese i lavori di ripulitura dell'Angkor Wat e gli scavi dei principali monumenti nella zona centrale di Angkor Thom: il tempio del Baphuon, il Bayon, Phimeanakas, Preah Pithu, il Palazzo Reale ecc..
Nel 1919 Henri Marchal fu nominato membro permanente dell'EFEO e "Sovrintendente di Angkor".
Negli anni successivi intraprese lavori di scavo e ripulitura di altri monumenti fuori dalle mura di Angkor Thom: Ta Prohm (nel 1920), Preah Khan, Neak Pean, Phnom Bakheng (1922-29), Prasat Kravan (con l'aiuto di Henri Parmentier e Victor Goloubew) e Banteay Srei, tra gli altri.

### Prime applicazioni dell'anastilosi ad Angkor
Nel 1930, conscio dei limiti dei metodi di conservazione usati fino a quel momento ad Angkor, decise di recarsi in missione a Giava per apprendere i principi dell'anastilosi dal servizio archeologico delle Indie Olandesi Occidentali. Al suo ritorno decise di applicare la tecnica dell'anastilosi sul tempio di Banteay Srei, appena scoperto. Il restauro, avvenuto dal 1931 al 1936, fu salutato unanimemente come un grande successo.

### Altri incarichi e riprese successive del ruolo di Sovrintendente di Angkor
Nel 1933 lasciò l'ufficio del Conservation d'Angkor per rimpiazzare Henri Parmentier come direttore del servizio archeologico dell'EFEO, ma riassunse la carica di Sovrintendente di Angkor dal 1935 al 1937 (a causa del tragico suicidio di Georges Trouvé) e di nuovo dal 1947 al 1953 (rimpiazzando Maurice Glaize, che aveva preferito rimanere in Francia ad occuparsi di La Rochelle dopo la notevole attività svolta ad Angkor). A quei tempi aveva ormai superato i settantacinque anni, un esempio grandioso di longevità lavorativa, ed ebbe modo di dichiarare in un'intervista al The New York Times che «il lavoro sta diventando troppo pesante per me».
Nel frattempo aveva anche compiuto altre attività e svolto diversi incarichi. Durante il viaggio di ritorno in Francia, nel 1938 si era fermato per diversi mesi in India e Ceylon, luoghi che descrisse vividamente in Souvenirs d'un Conservateur, e prima di ritornare ad Angkor nel 1947 aveva guidato una missione archeologica nel sito di Arikamedu (chiamato Virampatnam dai francesi), vicino Pondicherry.
Dal 1948 al 1953 diresse i restauri degli edifici localizzati lungo la strada lastricata ovest di Angkor Wat, del Baphuon (1948), di Banteay Kdei, Preah Khan e Thommanon (1950). Dal 1954 al 1957 fu nominato consulente tecnico ai monumenti storici e direttore del Dipartimento dei Lavori Pubblici del regno del Laos, appena sorto a seguito dell'abbandono da parte dei francesi di ogni velleità di controllo dei possedimenti coloniali nel Sudest asiatico.

### Ritiro a vita privata
Il suo amore per Angkor e la civiltà Khmer sono testimoniati dal fatto che, dopo il suo ritiro a vita privata nel 1957, si stabilì nella cittadina di Siem Reap, poco distante, dove morì nel 1970.

## Opere principali (edizioni in francese)
- (FR) Henri Marchal, Monuments secondaires et terrasses bouddhiques d'Ańkor Thom, in BEFEO, vol. 18/8, 1918, ISSN 0336-1519 (WC · ACNP).
- (FR) Henri Marchal, Le temple de Prah Palilay, in BEFEO, vol. 22, 1922, ISSN 0336-1519 (WC · ACNP).
- 1924-26 - "Les portes monumentales du groupe d'Angkor", AAK 2/1, p. 1-26, pl., ph.
- 1924-26 - "Notes sur le Palais Royal d'Angkor Thom", AAK 2/3, p. 303-328.
- 1925 - "Pavillons d'entrée du Palais Royal d'Angkor Thom", in Études asiatiques (2), Paris, EFEO/G. van Oest (PEFEO 20), p. 57-78, pl. 32-41.
- (FR) Henri Marchal, Guide archéologique aux temples d'Angkor : Angkor Vat, Angkor Thom, et les monuments du petit et du grand circuit, Parigi, G. van Oest, 1928, OCLC 224296699.
- 1937 - "Kutîçvara » et « Notes sur les Terrasses des Éléphants, du Roi lépreux et le Palais Royal d'Angkor Thom", BEFEO 37/2, p. 333-360.
- 1939 - La collection khmère, (Musée Louis Finot), Hanoi, EFEO, 170 p., 13 pl.
- 1948 - L'architecture comparée dans l'Inde et dans l'Extrême-Orient, Paris, G. van Oest, 262 p.
- (FR) Henri Marchal, Le décor et la sculpture khmers, Parigi, G. van Oest, 1951, OCLC 3054586.
- 1951 - Le décor et la sculpture khmers, Paris, G. van Oest, 135 p.
- 1957 - Le Temple de Vat Phou, province de Champassak, Saigon, edited by département des Cultes du Gouvernement royal du Laos, 37 p.